# Ángel Paz Domínguez
Ángel Paz Domínguez (Pasaia, 1º aprile 1932) è un ex calciatore spagnolo di ruolo attaccante.

## Palmarès

### Club

#### Competizioni nazionali
- Segunda División spagnola: 1

Real Murcia: 1962-1963 (Gruppo II)